# Carsten Dahl

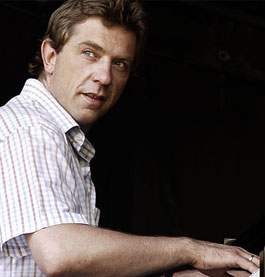
Carsten Dahl

Carsten Dahl (* 3. Oktober 1967 in Kopenhagen) ist ein dänischer Jazz-Pianist.

## Leben und Wirken
Dahl absolvierte eine Ausbildung als Perkussionist bei Ed Thigpen und Alex Riel am Rytmisk Musikkonservatorium in Kopenhagen, bevor er 1988 zum Klavier wechselte. Er wurde schnell europaweit bekannt und arbeitete mit Musikern wie Johnny Griffin, James Moody, Andy Sheppard, Joe Lovano, Lutz Büchner, Ted Curson, Carmen Lundy, Jerry Bergonzi, Ed Neumeister, Tom Kirkpatrick, Jim Snidero, Phil Wilson, Pete Yellin, Wynton Marsalis, Thomas Agergaard, Benny Golson, Jimmy Cobb, Walter Booker, Jesper Thilo, Hans Ulrik, Fredrik Lundin, Trine-Lise Væring, Palle Mikkelborg, Tim Hagans und Eddie Gomez. Die Arbeit im Trio mit Arild Andersen und Patrice Héral und mit Lennart Ginman und Thomas Blachman festigte seinen Ruf als bedeutender Jazzpianist der jüngeren Generation.
Er bildete ein Duo mit Christina Dahl, seiner Frau, unternahm Tourneen durch verschiedene europäische Länder sowie durch Mexiko und Südafrika und trat in New York City mit dem Trio von Mads Vinding auf (mit dem er seit 1999 mit Alex Riel spielt) und wurde u. a. mit dem Ben Webster Prize (1997) und dem JASA Prize (2002) ausgezeichnet. 2006 erhielt er den Django d’Or (Dänemark) als Master of Jazz.
Dahl unterrichtete am Konservatorium Esbjerg und später am Rytmisk Musikkonservatorium in Kopenhagen. Er komponierte u. a. vier Klavierstücke, ein Streichquartett, ein Stück für Violine und Klavier und ein Werk für Tangoorchester.

## Diskographie (Auswahl)

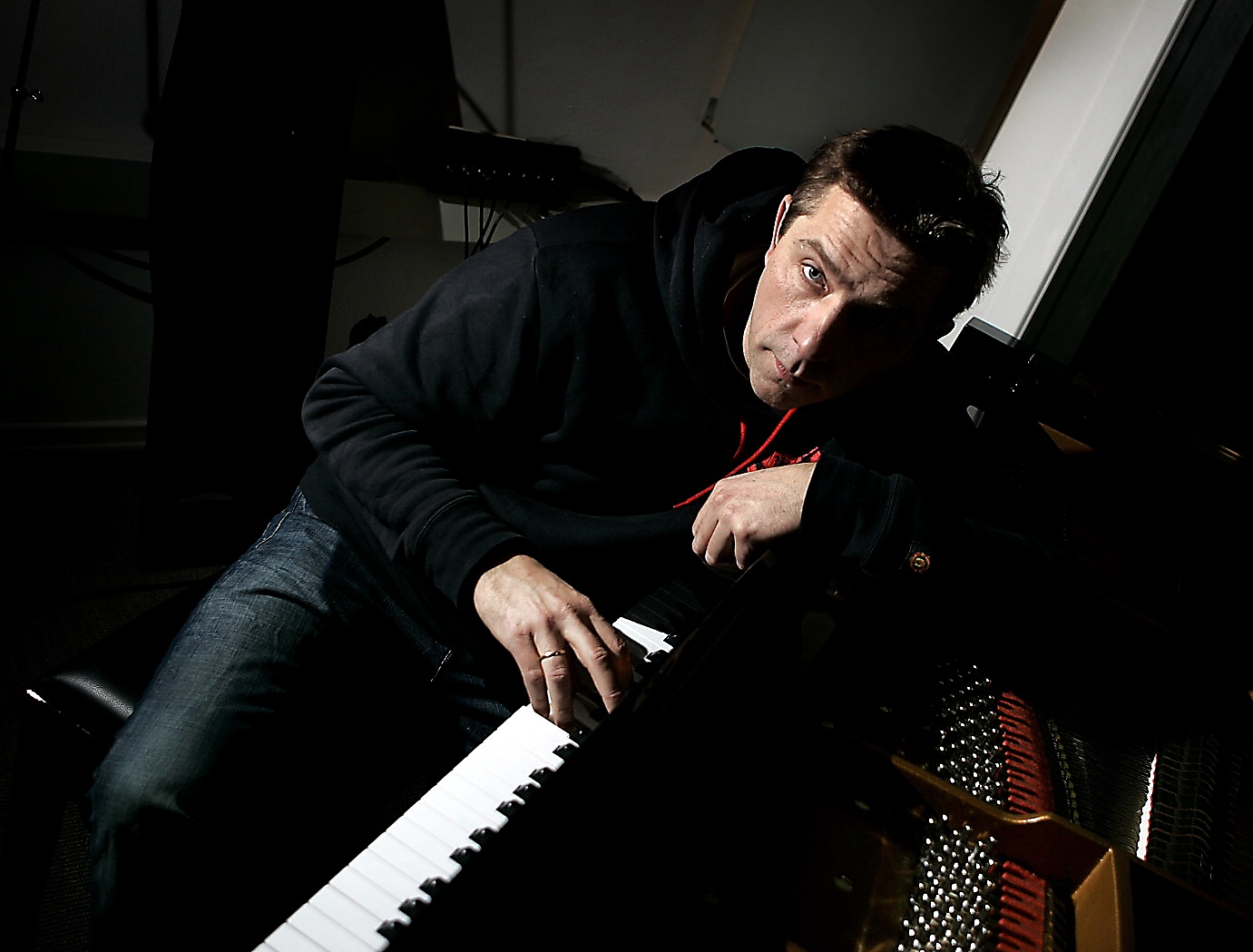
Carsten Dahl (2010)

- Minor Meeting, 1993, mit Jesper Lundgaard und Alex Riel
- Will You Make My Soup Hot And Silver, 1998, mit Frands Rifbjerg und Lennart Ginman
- Lys paa Himlen, 2000, mit Christina Nielsen
- Jazzpar 2000 Combo, 2001, mit Tony Coe, Jörg Huke, Lars Danielsson und Aage Tanggaard
- The Sign, 2002, mit Arild Andersen und Patrice Héral
- Butterfly Dream, 2002, mit Allan Vegenfeldt
- The Library Bar Concerts mit Lennart Ginman und Thomas Blachman
- Moon Water, 2004, mit Arild Andersen und Patrice Héral
- Copenhagen-Aarhus, 2005, Soloalbum
- Under The Rainbow, 2013, mit Arild Andersen und Jon Christensen
- Experience, 2013, mit Jesper Zeuthen, Nils Davidsen und Stefan Pasborg
- Mirrors Within, 2020, mit Stefan Pasborg, Nils Bosse Davidsen
- Bird Phoenix (2024) Solo